# Chaetocercus
Chaetocerus es un género de aves apodiformes de la familia Trochilidae —los colibríes— que agrupa a seis especies nativas de América del Sur y Trinidad y Tobago, cuyas áreas de distribución en regiones montañosas principalmente a lo largo de la cordillera de los Andes y adyacencias, se encuentran entre Trinidad y el norte de Venezuela hasta el centro de Bolivia. A sus miembros se les conoce por el nombre común de colibríes, estrellitas, rumbitos o zumbadores, entre otros.

## Características
Los colibríes de este género son diminutos, los machos miden entre 6,2 y 8,5 cm de longitud, y las hembras entre 5,5 y 7,5cm. De pico corto, recto o levemente curvado y tienen dos manchas laterales blancas unidas por una línea sobre las subcaudales. Los machos poseen un babero resplandeciente rojo purpúreo bordeado por un collar pectoral blanco, grisáceo o anteado, dorso verde y partes inferiores verdes o blancas. Las hembras presentan un auricular pardo negruzco y una larga línea pos-ocular, de dorso verde y partes inferiores ante o blancas. La cola de los machos es furcada y de plumas muy angostas y la de las hembras es corta y algo redondeada. Su vuelo es deliberado y parecido al de abejorros.

## Taxonomía
El presente género fue propuesto por el zoólogo británico George Robert Gray en 1855 y la especie tipo originalmente designada por monotipia fue Ornismya jourdanii, actualmente Chaetocercus jourdanii.

### Etimología
El nombre genérico masculino «Chaetocercus» se compone de las palabras del griego «khaitē» que significa ‘cabello’, y «kerkos» que significa ‘cola’.

## Lista de especies
Según las clasificaciones del Congreso Ornitológico Internacional (IOC) y Clements Checklist/eBird, el género agrupa a las siguientes especies con el respectivo nombre popular de acuerdo con la Sociedad Española de Ornitología (SEO):
| Imagen | Nombre científico       | Autor            | Nombre común          | Estado de conservación | Distribución |
| ------ | ----------------------- | ---------------- | --------------------- | ---------------------- | ------------ |
|        | Chaetocercus mulsant    | (Bourcier), 1843 | colibrí de Mulsant    | LC                     |              |
|        | Chaetocercus bombus     | Gould, 1871      | colibrí abejorro      | NT                     |              |
|        | Chaetocercus heliodor   | (Bourcier), 1840 | colibrí Heliodoro     | LC                     |              |
|        | Chaetocercus astreans   | (Bangs), 1899    | colibrí astral        | LC                     |              |
|        | Chaetocercus berlepschi | Simon, 1899      | colibrí de Esmeraldas | VU                     |              |
|        | Chaetocercus jourdanii  | (Bourcier), 1839 | colibrí de Jourdan    | LC                     |              |